# Іщенко Іван Митрофанович
Іва́н Митрофа́нович І́щенко (нар. 15 вересня 1912 — пом. 17 січня 1979 — радянський військовик часів Другої світової війни, командир відділення роти автоматників 234-го стрілецького полку 179-ї стрілецької дивізії (43-я армія), сержант. Герой Радянського Союзу (1944).

## Життєпис
Народився 15 вересня (за іншими даними — 20 травня) 1912 року в селі Новоподимці, нині Новоукраїнського району Кіровоградської області, в селянській родині. Українець. Здобув початкому освіту. Трудову діяльність почав у рідному селі. Згодом працював вантажником на цементному заводі в Каспі Грузинської РСР.
До лав РСЧА призваний Каспським РВК в жовтні 1941 року. На фронтах німецько-радянської війни — з березня 1942 року. Воював на Калінінському та 1-у Прибалтійському фронтах. Чотири рази був поранений.
Особливо сержант І. М. Іщенко відзначився під час визволення Вітебської області Білорусі. 23 червня 1944 року, прорвавши оборону супротивника, в числі перших зі своїм відділенням увірвався до селища Шуміліного, у вуличному бою знищив 5 солдатів ворога. Наступного дня при форсуванні річки Західна Двіна під сильним вогнем супротивника на підручних засобах першим переправився на західний берег і в бою за оволодіння плацдармом знищив до 10 німецьких солдатів. 26 червня разом зі своїм відділенням відбив спробу прориву з оточення супротивноком силою до двох взводів. В цьому бою особисто знищив 8 і полонив 3 ворожих солдатів.
По закінченні війни демобілізувався, працював автомеханіком у місті Уфа (Башкортостан). Помер 17 січня 1979 року.

## Нагороди
Указом Президії Верховної Ради СРСР від 22 липня 1944 року за зразкове виконання бойових завдань командування на фронті боротьби з німецькими загарбниками та виявлені при цьому відвагу і героїзм, сержантові Іщенку Івану Митрофановичу присвоєне звання Героя Радянського Союзу з врученням ордена Леніна та медалі «Золота Зірка» (№ 4136).
Також був нагороджений орденом Червоної Зірки і медалями.